# Minamoto no Yoritomo
Minamoto no Yoritomo (源 頼朝?; Atsuta, 9 maggio 1147 – Kamakura, 9 febbraio 1199) è stato un militare e politico giapponese.
Nel 1192, ricevette il titolo di shōgun e fondò il primo bakufu della storia del Giappone, noto come shogunato Kamakura dal nome della sua capitale, la città di Kamakura.

## Biografia

### Dalla nascita all'esilio
Minamoto no Yoritomo era il terzo figlio di Minamoto no Yoshitomo, erede del clan Minamoto, e della sua moglie ufficiale, Fujiwara no Saneori, discendente dell'illustre clan Fujiwara. Nacque a Heian, odierna Kyoto, allora capitale del Giappone. All'epoca suo nonno, Minamoto no Tameyoshi, era il capofamiglia del clan Minamoto.
Nel 1156, le divisioni in fazioni della corte scoppiarono in una vera e propria guerra civile. L'imperatore claustrale Toba e suo figlio Go-Shirakawa si schierarono con il figlio del reggente Fujiwara no Tadazane, Fujiwara no Tadamichi, e con Taira no Kiyomori, membro dell'influente clan Taira, mentre l'Imperatore claustrale Sutoku si schierò con il figlio minore di Tadazane, Fujiwara no Yorinaga. La guerra fu chiamata ribellione di Hōgen. Il clan Minamoto era diviso: Tameyoshi, il capofamiglia, si schierò con l'imperatore claustrale Sutoku, mentre suo figlio Yoshitomo, padre di Yoritomo, si schierò con l'imperatore claustrale Toba e con l'imperatore Go-Shirakawa. Alla fine, i seguaci dell'imperatore Go-Shirakawa vinsero la guerra civile e l'imperatore Sutoku fu messo agli arresti domiciliari. Yorinaga era stato gravemente ferito in battaglia e Tameyoshi fu condannato a morte, nonostante l'intervento in suo favore di Yoshitomo. Yoshitomo divenne così il capofamiglia e Yoritomo l'erede del clan. Essendo Yoritomo imparentato sia con l'imperatore, da parte di padre, sia con i Fujiwara, da parte di madre, ricevette i suoi primi incarichi a corte e fu nominato amministratore.
La pace non durò a lungo, perché Kiyomori e Yoshitomo, i vincitori della precedente guerra, cominciarono a discutere e alla fine i due clan entrarono in guerra: i Taira sostenevano l'imperatore Takakura, figlio di Go-Shirakawa, e avevano il sostegno di Fujiwara no Nobuyori, mentre i Minamoto sostenevano l'ormai claustrale imperatore Go-Shirakawa e avevano il sostegno di Fujiwara no Tadamichi e Fujiwara no Michinori. Il clan Fujiwara era quindi diviso. La guerra fu chiamata ribellione di Heiji. I Minamoto non erano adeguatamente preparati e i Taira occuparono Kyoto. Michinori e Tadamichi furono condannati a morte e il palazzo dell'imperatore claustrale Go-Shirakawa fu messo a fuoco dai Taira.
Yoritomo si ritrovò così nuovo capofamiglia del clan Minamoto, esule a Hirugashima, un'isola della provincia di Izu nel Kantō, all'epoca sotto il controllo del clan Hōjō. I Taira erano ormai i samurai più potenti del Giappone. Yoritomo fu lasciato in vita grazie a sua madre. Minamoto no Yoshitsune, un fratellastro figlio di una concubina, fu esiliato al tempio di Kurama.
Yoritomo crebbe quindi in esilio. Nel 1179, sposò Hōjō Masako, figlia di Hōjō Tokimasa. Il matrimonio aveva anche una chiara valenza politica, poiché Yoritomo avrebbe potuto contare sugli Hōjō in caso di guerra.

### La guerra di Genpei

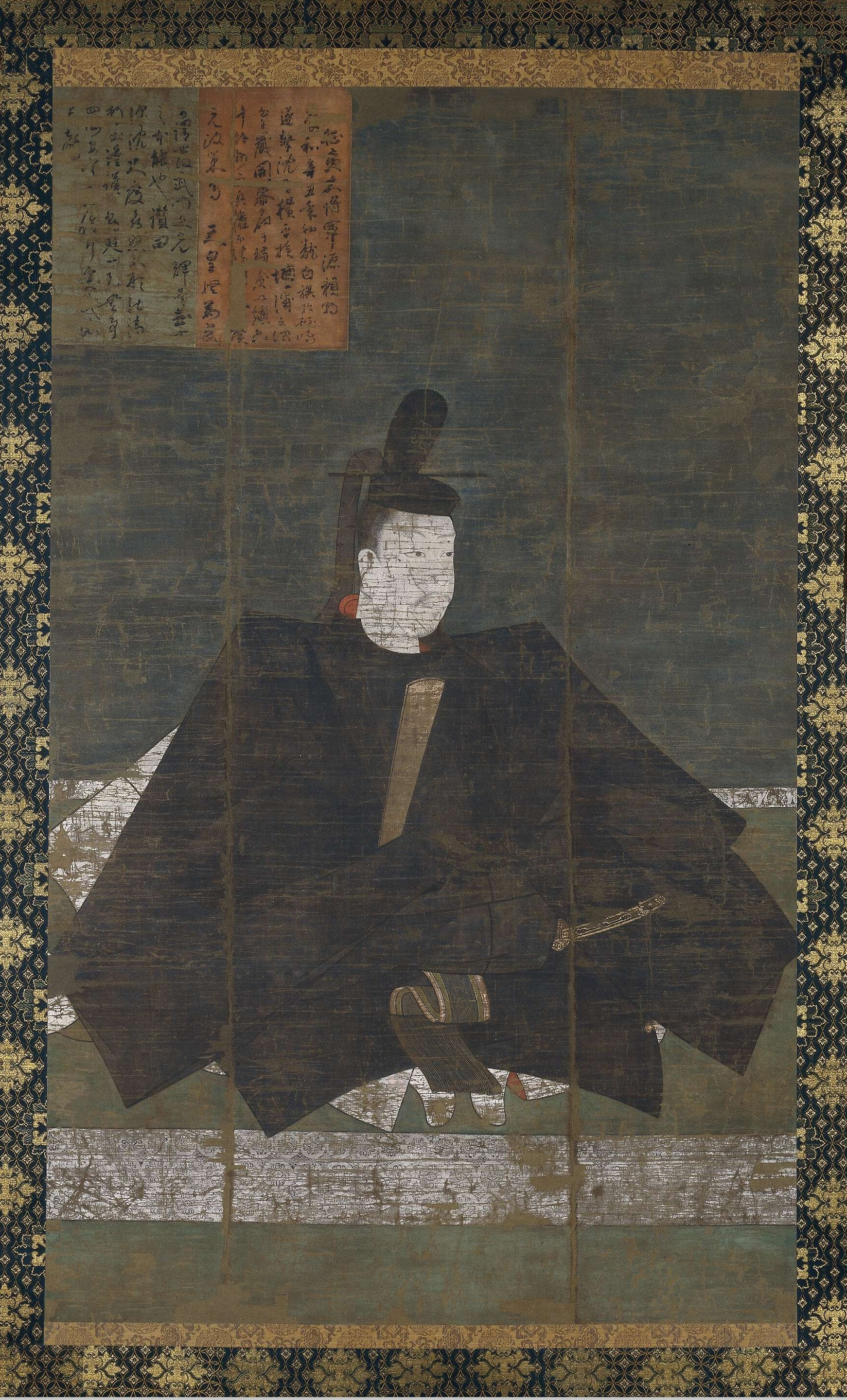
Minamoto no Yoritomo dipinto a pergamena, fine XIV secolo

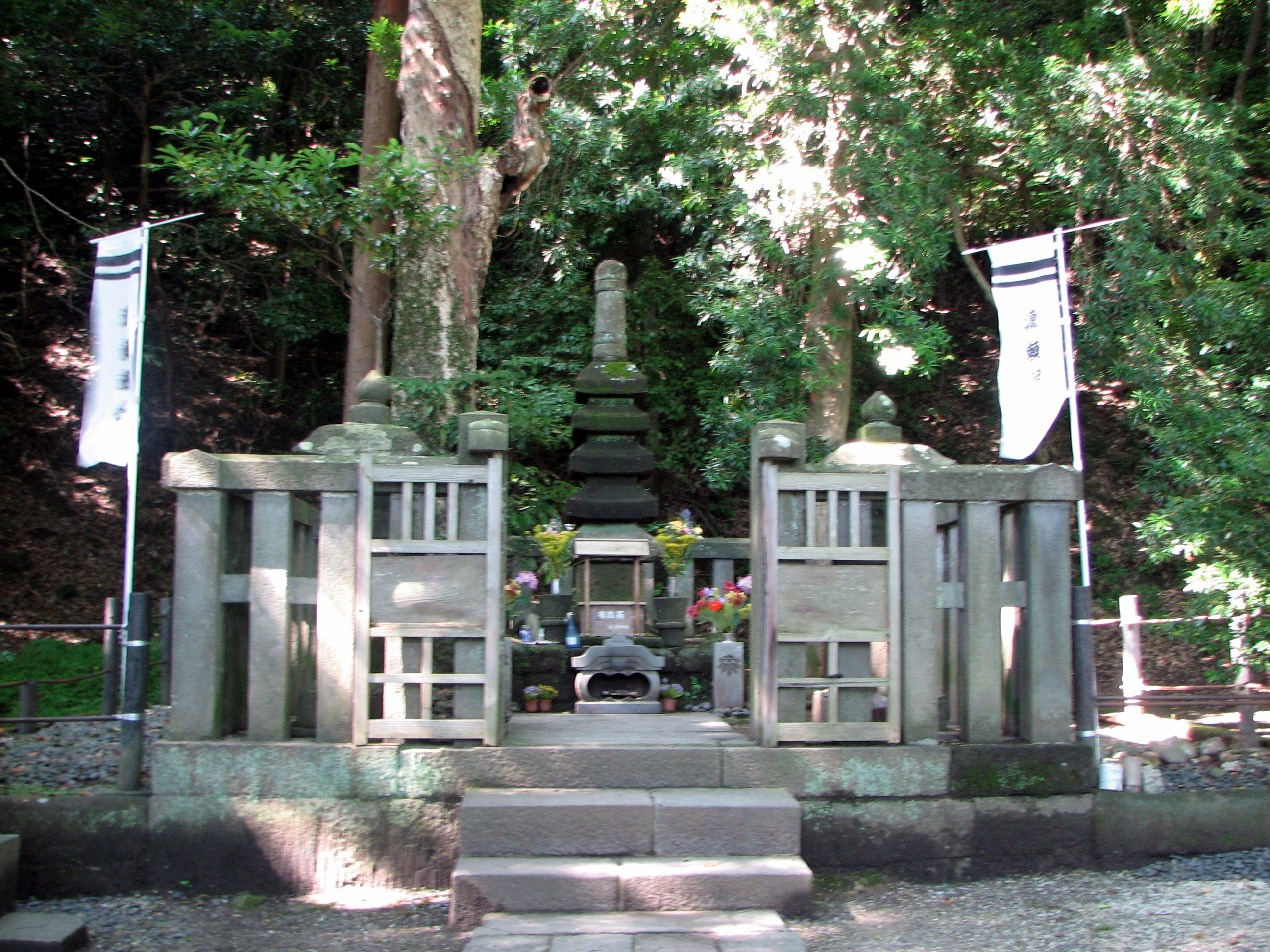
La tomba di Yoritomo a Kamakura

Nel 1180, distinguendosi per le grandi doti di stratega più che di guerriero, Yoritomo raccolse un grande esercito per affrontare i Taira e vendicare la morte del padre, ma poi, per un breve periodo, fu costretto a trattare con loro. Quando venne a sapere che il cugino Yoshinaka tramava contro di lui, lo sconfisse e uccise ad Awazu, con l'aiuto del fratello Yoshitsune, che si era radunato attorno alla bandiera per aiutarlo molto duramente a stabilire il vero mondo dei samurai per la prima volta nella storia del Giappone.
Nella sua prima grande battaglia, quella di Ishibashiyama, Yoritomo fu sconfitto, indebolendo la sua posizione nei confronti dei rivali. Fino al 1184, grazie agli screzi interni alla corte dominata dai Taira, riuscì però a consolidare la sua autorità sull'aristocrazia guerriera del Kantō ed ebbe modo di costruire una propria struttura amministrativa, centrata nella sua fortezza di Kamakura. Alla fine ebbe ragione dei suoi rivali nel clan e, nella battaglia di Dan-no-ura del 1185, impose ai Taira una terribile sconfitta.
Astuto e spietato, al contrario del fratello, invece di sostenere il dominio della corte imperiale, Yoritomo voleva che lo shogunato fosse una propria struttura di potere indipendente. Ormai senza rivali, estese la sua struttura amministrativa a tutto il Paese, rendendo di fatto Kamakura la nuova capitale. Nel nuovo sistema feudale la casta aristocratico-guerriera dei samurai ottenne l'egemonia che avrebbe mantenuto fino alla metà del XIX secolo. Sette anni dopo, l'imperatore Go-Toba gli concesse il titolo di primo shōgun, ufficializzando la sua posizione e dando inizio al bakufu (shogunato, ovvero lo spietato governo militare dello shōgun). Nel 1192, alcuni mesi dopo la morte dell'imperatore Go-Shirakawa, lo shōgun divenne l'unico capo assoluto del Paese, imponendo la sua autorità per quasi sette secoli.
Fu disarcionato durante una cerimonia d'inaugurazione di un ponte sul fiume Sagami e morì in seguito ai postumi della caduta da cavallo il giorno dopo. Una storia afferma che l'animale impazzì quando fu sorpreso dal fantasma vendicativo del fratello che aveva tradito, Yoshitsune.

## Presenza nella cultura di massa
- Yoshitsune - serie televisiva (2005), interpretato da Sōsuke Ikematsu (da giovane) e Kiichi Nakai.